# Sesostris IV.
Sesostris IV. war ein König (Pharao) der 13. Dynastie, dessen chronologische Einordnung unklar ist. Kim Ryholt ordnet ihn neuerdings in die 16. Dynastie ein.

## Belege
Sesostris IV. ist bezeugt durch die Königsliste von Karnak, eine Kolossalstatue, einen Block aus el-Tod sowie durch ein Bruchstück einer Stele aus seinem 1. Regierungsjahr aus Karnak. Unsicher in der Zuschreibung sind ein Türsturz aus Edfu und eine Axtklinge, auf beiden Objekten erscheint nur der Name Sesostris. Die Zuschreibung an diesen Herrscher geschieht aufgrund stilistischer Beobachtungen.